# Funicular do Centro de Tecnologia Alternativa de Powys

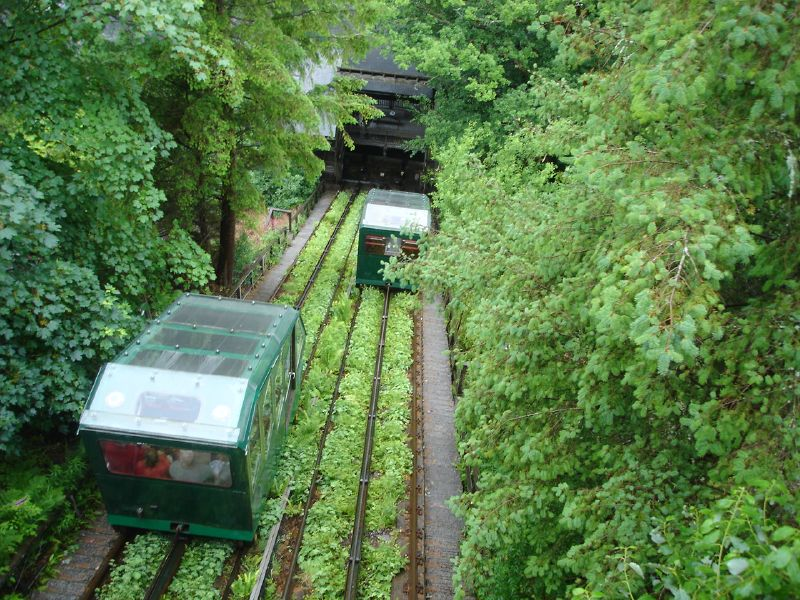

O Funicular do Centro de Tecnologia Alternativa de Powys é um funicular localizado no Centro de Tecnologia Alternativa em Powys, no País de Gales que funciona pelo sistema de contrapeso de água.
O funicular percorre a distância de 53 metros com um desnível de 30 metros. As carruagens pesam 3,5 toneladas cada, além de um máximo de 1,5 toneladas, para os tanques de água.
Em um dia típico de verão faz uma média de 10-12 viagens por hora.
A sua velocidade média é de 0,8 m/s
Num dia normal 100 000 litros de água é enviada para baixo.
Leva 50 segundos para encher completamente o tanque com 1.600 litros.
Tem uma bitola de 1 638 mm.
Os cabos pesam meia tonelada.
As carruagens funcionam sem motorista. Um operador na estação de cima fecha o portão e pressiona o botão para a partida. Na estação de baixo o operador também é encarregado de fechar a porta e apertar o botão pronto para a partida.